# Cosâmbești
Cosâmbești es una comuna ubicada en el distrito de Ialomița, Rumania.

## Superficie
Cuenta con una superficie de 47,50 kilómetros cuadrados.

## Demografía
Hasta 2021 la población era de 1853 habitantes, con una densidad de población de 39,01 habitantes por kilómetro cuadrado.